# Chimera (araldica)
In araldica, la chimera è un animale fantastico dal corpo di leone con la testa e il busto di donna, ed è classificata tra le figure immaginarie.
Alcuni autori ne fanno una figura più complicata: busto di donna, corpo di capra, artigli d'aquila alle zampe anteriori, zampe di leone posteriormente e coda di serpente.
Anticamente era sinonimo di somma di vizi: la perfidia del serpente, la lussuria della capra e la violenza del leone. Per converso, la virtù era simboleggiata da Bellerofonte che, cavalcando Pegaso, uccide la Chimera con la lancia.

d'oro a una chimera di verde capelluta di rosso
Chimera secondo la mitologia greca